# Vogelperspektive
Als Vogelperspektive (auch „Obersicht“ oder Vogelschau) bezeichnet man in der Darstellenden Geometrie Perspektiven, die einen Gegenstand von oben oder schräg oben zeigen. Der Betrachter sieht dadurch den Gegenstand so wie ein hoch über ihm fliegender Vogel.
Im Unterschied dazu bezeichnet die Normalperspektive die Betrachtung aus normaler Augenhöhe eines stehenden Betrachters und die Froschperspektive die Betrachtung von einem unter der normalen Augenhöhe liegendem Augenpunkt. Alle drei Arten bezeichnen aber eigentlich nicht die Lage und Orientierung von Objekten zum Betrachter, sondern vielmehr die jeweilige Lage der Horizontlinie (Augenhöhe des Betrachters) im Vergleich zur Bildmitte.

## Vogelperspektive als Zentralprojektion

Zentralprojektion eines Würfels

Vogelperspektiven, die den Abbildungen durch das menschliche Auge und durch den Fotoapparat entsprechen, sind Zentralprojektionen. 

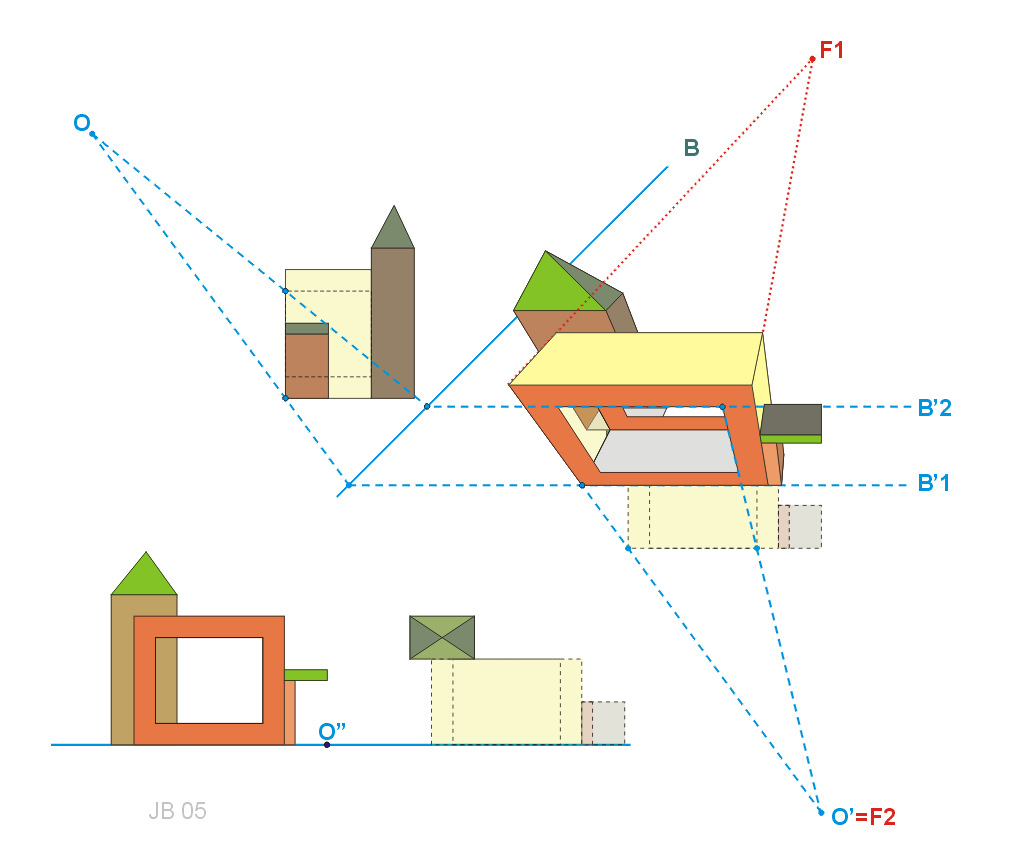
Zentralprojektion in Vogelperspektive
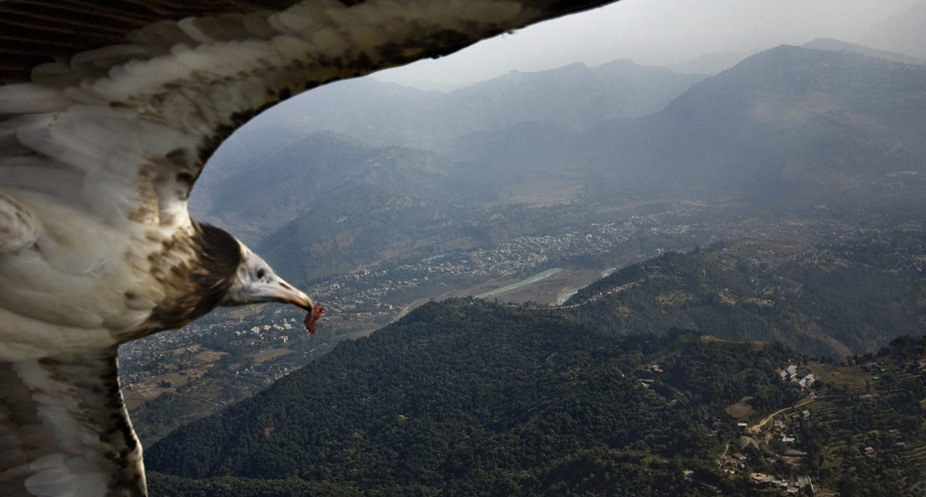
Aufnahme aus der Vogelperspektive
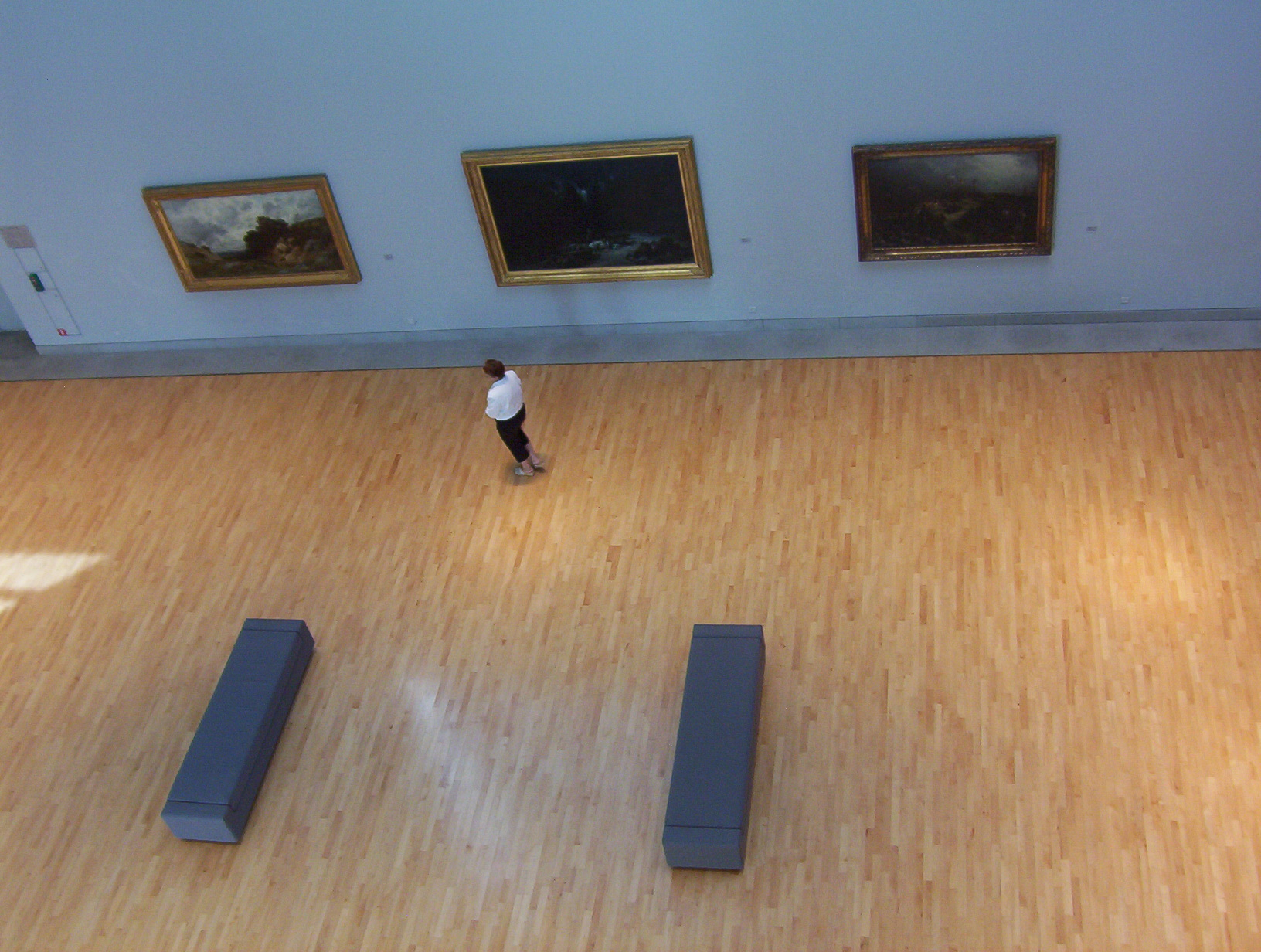
Aufnahme aus der Vogelperspektive
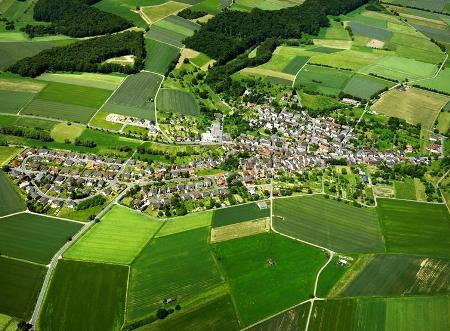
Aufnahme eines Dorfes aus der Vogelperspektive
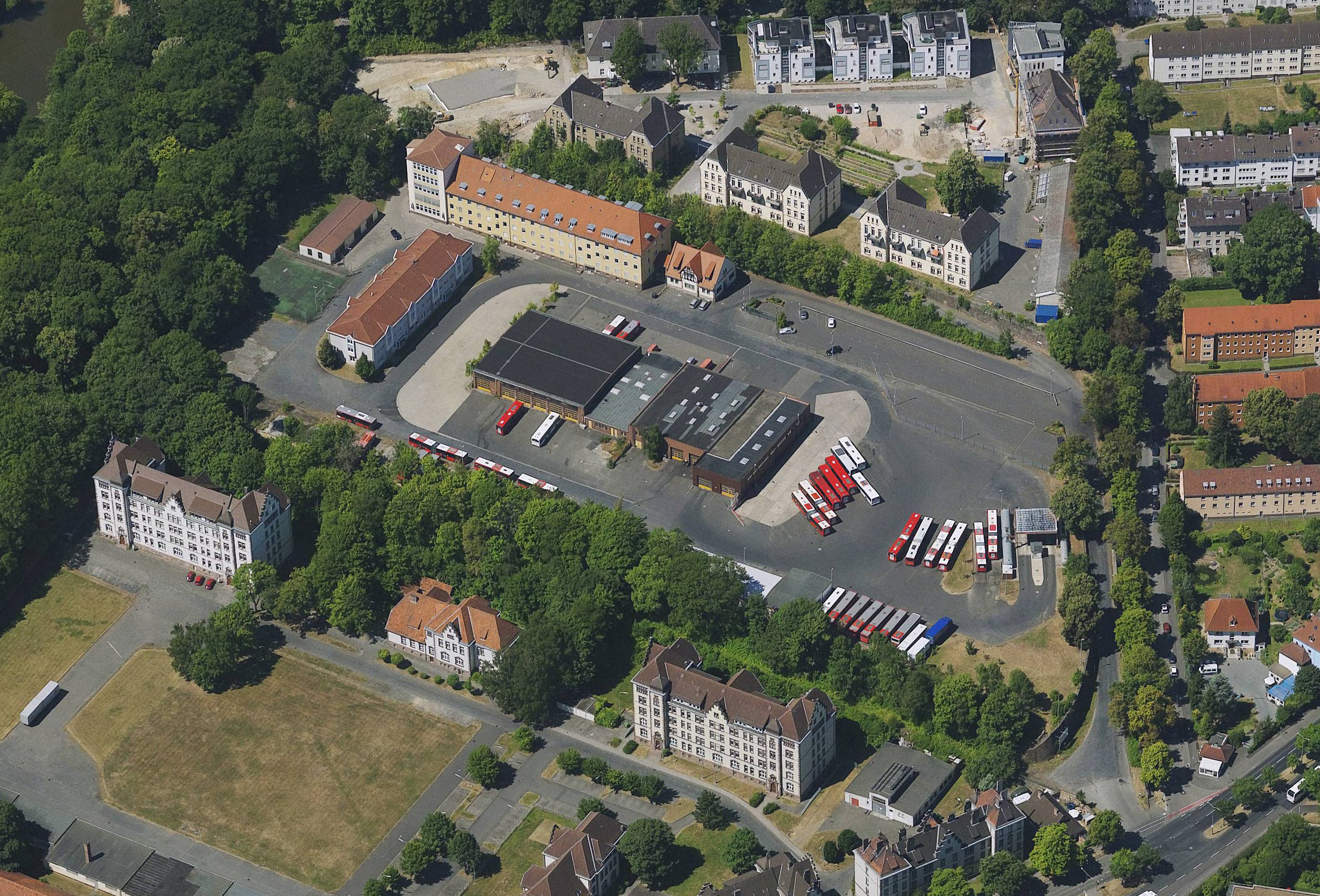
Husarenkaserne, Kassel, aus der Vogelperspektive

### Geometrische Konstruktion aus Grundriss und Aufriss
Geometrisch lässt sich die Vogelperspektive, ebenso wie jede andere Zentralprojektion, einfach aus den Parallelprojektionen Grundriss und Aufriss konstruieren.
Die Lage des Augenpunktes O und der Bildebene B wird im Aufriss gezeichnet. Ein bevorzugter Objektpunkt wird von O aus auf die Bildebene B projiziert und eine horizontale Gerade B'1 durch seinen Bildpunkt gezogen. Die Grundrissdarstellung muss nun abstandsrichtig zu dieser Horizontalen positioniert werden. Der Grundriss des Augenpunktes O' wird ebenfalls im entsprechenden Horizontalabstand gezeichnet, wobei seine Lage in horizontaler Richtung (parallel zu B'1) wählbar ist. Für jeden Objektpunkt Pi wird im Aufriss das Bild auf B erzeugt und die Grundrissparallele B'i des Bildpunktes  gezogen. Der Schnittpunkt der Grundrissprojektion von O' aus mit dieser Grundrissparallele gibt das Bild P'i des Punktes in der Vogelperspektive. Die Perspektive wird durch die Augenhöhe und die Kippung der Bildebene B im Aufriss, der horizontalen Verschiebung des Augenpunktes im Grundriss sowie der Entfernung des Augenpunktes vom Gegenstand bestimmt.
Je nach Wahl der Parameter kann dabei das perspektivische Bild den Grundriss überzeichnen. Bei anderen Kippwinkeln als 45° für die Bildebene B ist das Konstruktionsverfahren komplizierter.

## Vogelperspektive als schiefe Parallelprojektion

c) zeigt die Vogelperspektive im speziellen Sinn

Der Begriff Vogelperspektive bezeichnet darüber hinaus auch eine schiefe Parallelprojektion (siehe Axonometrie). Diese ist keine Zentralprojektion und findet vor allem in technischen und militärischen Zeichnungen, sowie selten in der Kartografie (siehe Bollmann-Bildkarten-Verlag) Anwendung. Diese Projektion verzerrt den Gegenstand, erlaubt aber dafür zugleich die Darstellung seiner Schrägsicht als auch einen geometrisch unverzerrten Grundriss, wie ihn das Auge oder eine Kamera nicht sehen kann. Bei dieser verzerrenden Perspektive gibt es auch keine Horizontlinie.

## Vogelschau in der Kunst

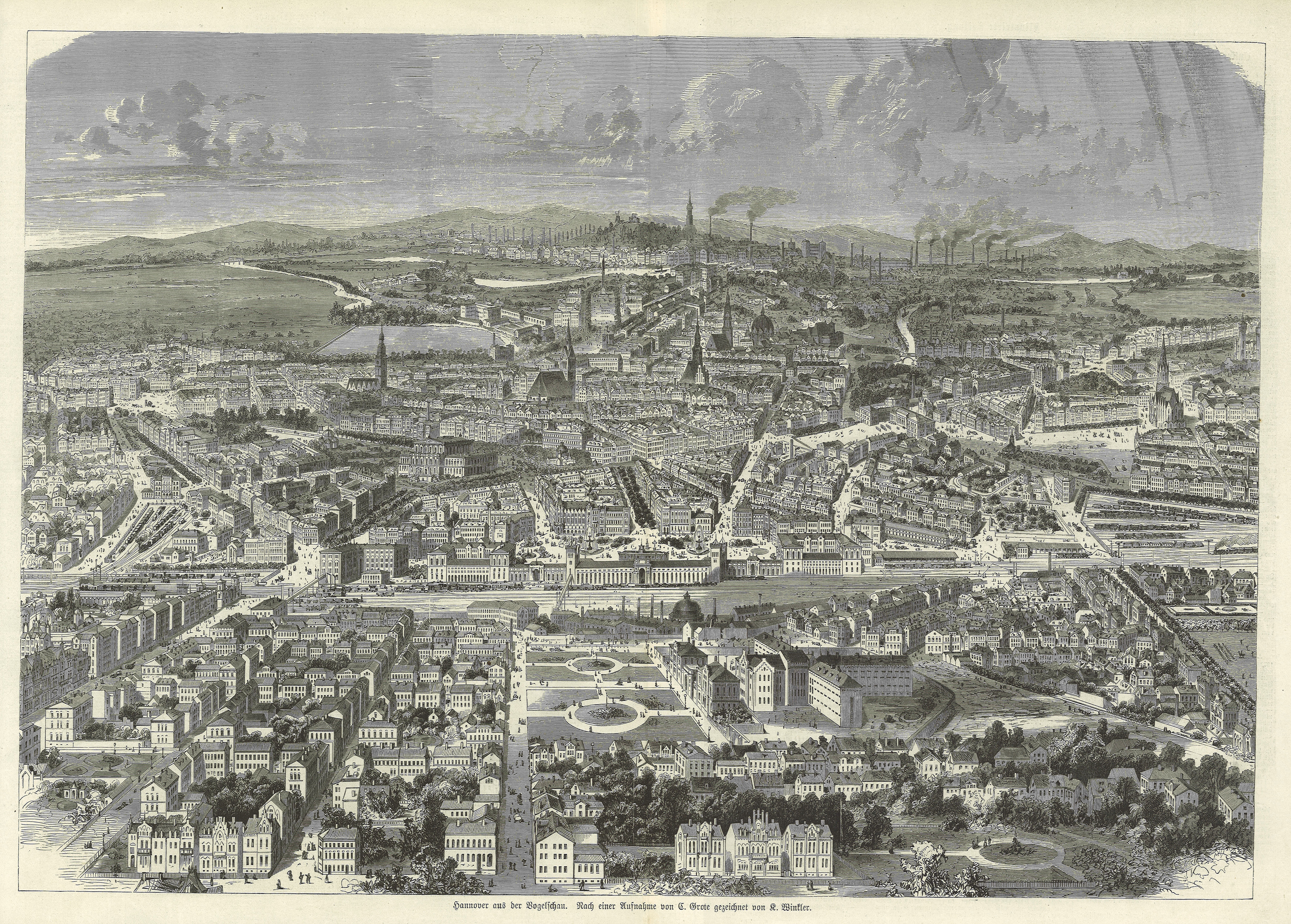
Titel zum 4. Deutschen Bundesschießen: „Hannover aus der Vogelschau. Nach einer Aufnahme von C. Grote gezeichnet von K. Winkler“;
Holzstich aus der Illustrirten Zeitung, 1872

Vogelschaupläne, die eine Stadt, Landschaft oder Sehenswürdigkeit aus der Vogelperspektive meist detailgetreu zeigen, entstanden im frühen 15. Jahrhundert. Sie verwenden nicht notwendigerweise geometrisch wohldefinierte Projektionen.
Insbesondere im 19. Jahrhundert waren Zeichnungen aus der Vogelschau-Perspektive eine Kunst, auf die sich Künstler wie etwa Carl Grote spezialisiert hatten. Der Leipziger Verlag Eckert & Pflug hatte sich auf einschlägige Publikationen spezialisiert.

## Vogelschau in der Film- und Fotobranche
Fotos oder Filmszenen werden oft von Kränen oder Hubschraubern als Establishing Shots aufgenommen. Mitunter wird die Höhe des jeweiligen Akteurs als Kameraposition gewählt, wie beispielsweise in der berühmten Maisfeld-Szene aus Alfred Hitchcocks Spielfilm North by Northwest von 1959 (deutscher Titel: Der unsichtbare Dritte).